# Higucsi Icsijó
Higucsi Icsijó (japánul: 樋口 一葉, Hepburn-átírással: Higuchi Ichiyō, valódi neve: 樋口 奈津, Higucsi Nacu, Hepburn-átírással: Higuchi Natsu) (Tokió, 1872. május 2. – Tokió, 1896. november 23.) a Meidzsi-kor (1868–1912) és egyáltalán a Heian-kor óta eltelt ezer esztendő egyik legjelentősebb japán írónője, szegény sorsú, 24 évesen tüdővészben elhunyt nagy tehetség, aki a régi és az új korszak határán varrónőkről, a Josivarába prostituáltnak vagy tolvajnak kényszerülő fiatal lányokról, brutális házasságból menekülni képtelen asszonyokról, tragikusan végződő szerelmekről írt megrázó erejű naplókat, illetve novellákat és kisregényeket (mindössze húszat), melyek közül legismertebb a Takekurabe ('Ki a magasabb?'), a Dzsúszanja ('A tizenharmadik éjszaka'), a Vakaremicsi ('Keresztúton') és a Nigorie. Ez utóbbit 1936-ban „Borongó felhők” címmel közölte Thein Alfréd Mai japán dekameronja.